# Wallowa Lake
Wallowa Lake es un lugar designado por el censo ubicado en el condado de Wallowa en el estado estadounidense de Oregón. En el año 2010 tenía una población de 62 habitantes.

## Geografía
Wallowa Lake se encuentra ubicado en las coordenadas 45°18′1.8″N 117°12′54.89″O / 45.300500, -117.2152472.